# The Motowns
I Motowns (in inglese The Motowns) furono un gruppo musicale beat britannico della seconda metà degli anni sessanta noto in Italia come parte della cosiddetta Brit-it invasion.
Giunse a Firenze proprio nei giorni dell'alluvione del 1966, nella quale perse la strumentazione e l'impianto di amplificazione.
Scoperto e lanciato al Piper Club di Roma dal produttore Alberigo Crocetta, poi scritturato dalla RCA Italiana, partecipò al film musicarello L'immensità (La ragazza del Paip's), con Don Backy e Patty Pravo. Il complesso the Motowns è comparso - direttamente o con brani inseriti nella colonna sonora in altri film fra cui Soldati e capelloni (1967) e La più bella coppia del mondo (di Camillo Mastrocinque, 1967).
Ha fatto una breve apparizione anche in Toby Dammit, segmento del film collettivo Tre passi nel delirio, firmato da Federico Fellini (1968), con musica di Nino Rota. e, nella sua seconda formazione, nel thriller Quattro mosche di velluto grigio di Dario Argento (1971).

## Storia
Quintetto originario di Liverpool, debuttò in Italia al Festival delle Rose 1966 (vinto da Carmelo Pagano con "L'amore se ne va") con il brano Per quanto io ci provi; è ricordato però principalmente per aver partecipato a diverse edizioni del Cantagiro e per avere inciso alcuni 45 giri di successo, fra cui Prendi la chitarra e vai (cover di Sergio Bardotti del brano Lovers of The World Unite, scritta da Roger Greenway e Roger Cook ed interpretata dal duo David & Jonathan, già inciso anche da La Verde Stagione), con cui vinse appunto il Cantagiro 1967 nel Girone C dedicato ai complessi musicali.
Sempre nel 1967 la band incise l'unico disco 33 giri in lingua italiana contenente i suoi maggiori successi, da Una come lei a L'uomo in cenere.
La band partecipò successivamente al Cantagiro 1969 ma poco dopo l'organico subì alcuni importanti cambi di formazione e l'abbandono del cantante Lally Stott, che intraprese la carriera solista e di autore (suo è il brano Chirpy Chirpy Cheep Cheep, mentre altre canzoni le ha firmate per i Middle of the Road) per poi morire nel 1977 in un incidente stradale.
Nel frattempo i musicisti del complesso si stabilirono permanentemente in Italia, entrando a far parte dei cosiddetti "oriundi", con tanto di matrimonio-spettacolo di due modelle italiane con il tastierista Mike "Saint" Logan (quest'ultimo è il padre dell'attrice Veronika Logan) e con il cantante solista Douglas Meakin.
Nel 1970 nacque la seconda formazione del complesso dei Motowns, in cui il ruolo di chitarrista solista venne preso dall'ex Primitives Dave Sumner, al basso subentrò Mick Brill, mentre Meakin divenne l'unico cantante solista, mantenendo comunque il ruolo di chitarrista ritmico.
A metà degli anni settanta la band si sciolse ufficialmente, ma quasi tutti i suoi componenti, che pure intrapresero carriere soliste, continuarono a lavorare come sessionman, in special modo per i primi album dei cantautori della cosiddetta "scuola romana", finendo poi per rendersi protagonisti di una serie di successi, come autori e interpreti per la RCA e come autori e interpreti di alcune sigle di cartoni animati, tra la fine degli anni settanta e l'inizio degli anni ottanta, registrati come Rocking Horse e come Superobots. Mike Logan ha creato, insieme al batterista Bruno Bergonzi, il gruppo Dhuo che ha partecipato al Festival di Sanremo 1984, con la canzone Walkin'.
Douglas Meakin, nel 2000 ha formato, assieme a Valerio Liboni, a Dave Sumner e all'ex Delirium Rino Dimopoli il complesso musicale dei Mitici, basato su un repertorio tipico degli anni sessanta. Sempre Meakin e il bassista Mick Brill avevano parteciperanno all'incisione dell'album Theorius Campus che segnerà il debutto di Francesco De Gregori ed Antonello Venditti.

## Formazione
Il gruppo venne fondato a Liverpool dal chitarrista Douglas Albert Meakin (nato il 17 marzo 1945, Liverpool), amico di scuola di Ringo Starr, che nei primi anni sessanta suonava in formazioni giovanili specializzate nel Merseysound.
Componenti del gruppo erano dunque:
- Douglas "Dougie" Meakin alla chitarra e voce
- Harold "Lally" Stott, voce solista e chitarra solista
- Tony Crowley alla batteria
- Mike "Saint" Logan al pianoforte
- Robbie "Little" Scott al basso elettrico

## Discografia
Album in studio
- 1967 - Sì, proprio i Motowns (RCA Italiana, serie Special S-14)
- 1971 - I Motowns (Cinevox MDF 33148)

Singoli
- 1966 - Prendi la chitarra e vai/Per quanto io ci provi (RCA Italiana)
- 1967 - Prendi la chitarra e vai/Una come lei (RCA Italiana)
- 1967 - Sagamafina/Mr. Jones (RCA Italiana)
- 1968 - Dentro la fontana/In un villaggio (Durium)
- 1968 - Fuoco/In the Morning (Durium)
- 1969 - Dai vieni giù/ (lato B: altro artista - ed. per juke box (Durium)
- 1969 - Sogno, Sogno, Sogno/Hello To Mary (Durium)
- 1970 - Na Na Hey Hey Kiss Him Goodbye/In the Morning (Durium)
- 1970 - Lassù/Sai forse ti amerò (Carosello)
- 1970 - Una moglie - Un corpo per l'amore (brani inseriti in colonna sonora del film Mia moglie, un corpo per l'amore, 1972, Cinevox)
- 1972 - Fire (Durium)